# Hunduddsvägen

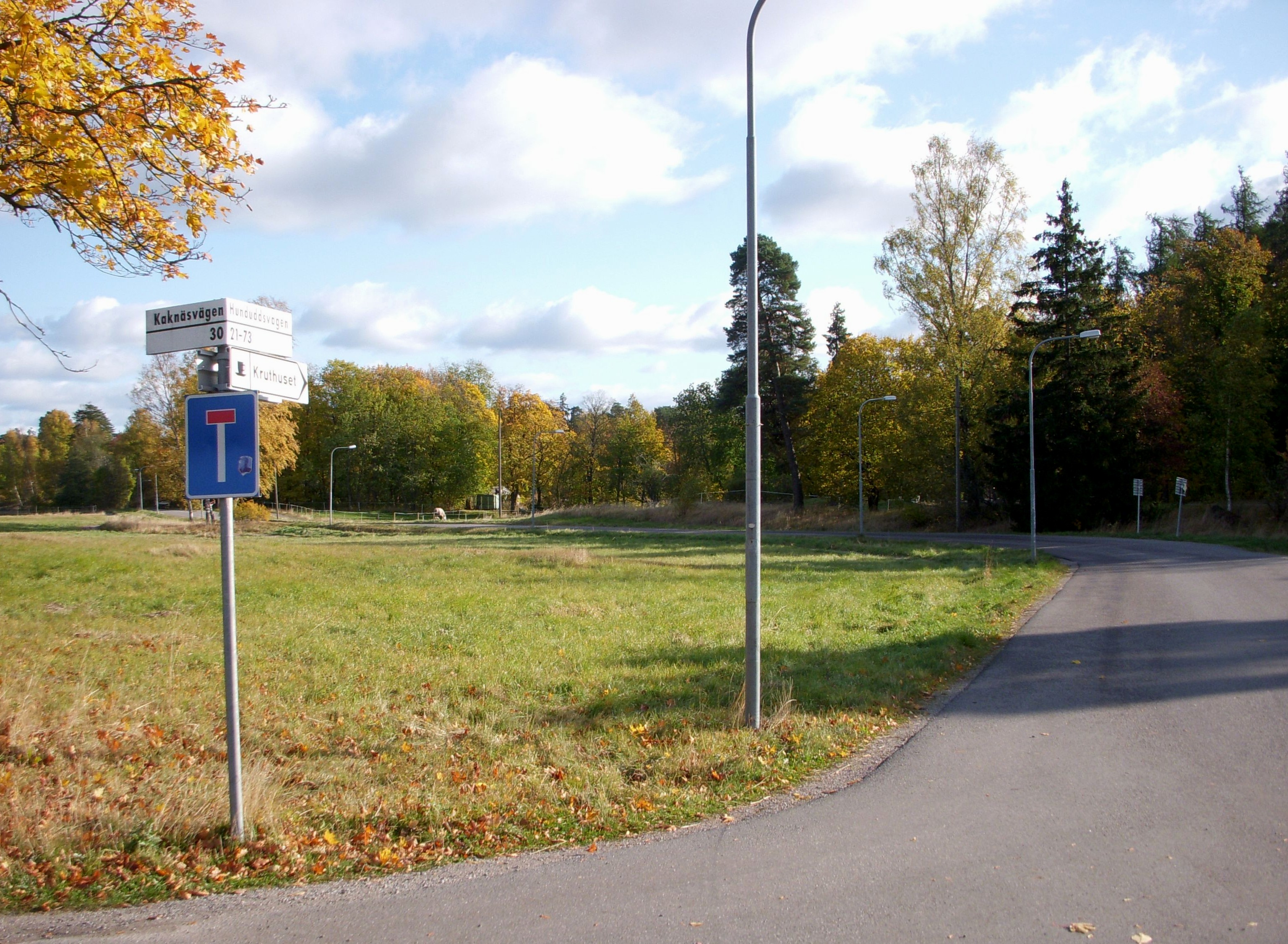
Hunduddsvägen österut vid Kaknäsvägen

Hunduddsvägen är en gata på Ladugårdsgärdet i Stockholm. Gatan sträcker sig från Djurgårdsbrunnsvägen österut till Stora Hundudden och Lilla Värtan. Gatan fick sitt nuvarande namn 1961.
För bakgrunden till namnet finns olika teorier. Enligt Martin Stugart härrör namnet Hundudden från 1300-talet eller ännu längre tillbaka. Ordet "hund" betydde i medeltidssvenskan "ett hundra man".  Enligt Stockholms gatunamn kan det vara möjligt att namnet anspelar på att man har dränkt hundar eller kastat döda hundar i vattnet vid Lilla Värtan.